# 一帯一路
一帯一路（いったいいちろ、簡体字中国語: 一带一路、拼音: Yídài yílù、英語: The Belt and Road Initiative, BRI; One Belt, One Road Initiative, OBOR）は、中華人民共和国（以下、中国）が2017年から推進し続けている、中国と中央アジア・中東・ヨーロッパ・アフリカにかけての広域経済圏の構想・計画・宣伝などの総称。

## 名称
正式名称はシルクロード経済ベルトと21世紀海洋シルクロード（簡体字中国語: 丝绸之路经济带和21世纪海上丝绸之路、拼音: Sīchóu zhī lù jīngjìdài hé èrshíyī shìjì hǎishàng sīchóu zhī lù）、一帯一路はその通称である。

## 概要
習近平総書記が2013年9月7日、カザフスタンのナザルバエフ大学における演説で「シルクロード経済ベルト」構築を提案したことに始まり、翌2014年11月10日に中国北京市で開催されたアジア太平洋経済協力（APEC）首脳会議で習総書記が提唱した。「一帯」構想は習総書記が行った2013年9月7日のカザフスタンのナザルバエフ大学での演説だが、「一路」構想は同年10月3日のインドネシア国会での演説でアジアインフラ投資銀行（AIIB）とともに初めて提唱された。中国からユーラシア大陸を経由してヨーロッパにつながる陸路の「シルクロード経済ベルト」（一帯）と、中国沿岸部から東南アジア、南アジア、アラビア半島、アフリカ東岸を結ぶ海路の「21世紀海上シルクロード」（一路）の二つの地域で、インフラストラクチャー整備、貿易促進、資金の往来を促進する計画である。
インフラ投資計画としては史上最大規模で、建国100周年に当たる2049年までの完成を掲げている。AIIB、世界銀行や中国・ユーラシア経済協力基金、シルクロード基金などでインフラ投資を拡大させ、また発展途上国への経済援助を通じ、人民元の国際準備通貨化による中国を中心とした世界経済圏の確立を目指すとされる。
中国政府の李克強国務院総理は沿線国に支持を呼び掛け、100を超える国と地域から支持あるいは協力協定を得、さらに国際連合安全保障理事会、国際連合総会、東南アジア諸国連合（ASEAN）、アラブ連盟、アフリカ連合、欧州連合（EU）、ユーラシア経済連合、アジア協力対話、ラテンアメリカ・カリブ諸国共同体（CELAC）、上海協力機構（SCO）など多くの国際組織が支持を表明した。李克強首相は「『一帯一路』の建設と地域の開発・開放を結合させ、新ユーラシアランドブリッジ、陸海通関拠点の建設を強化する必要がある」としている。
2017年2月、中国は北京市で一帯一路国際協力サミットフォーラムを5月に開催すると発表し、グテーレス国際連合事務総長ら70を超える国際機関代表団やロシアのプーチン大統領ら29カ国の首脳が出席を表明したのをはじめとして、世界130カ国超の政府代表団が参加を決定し、5月14日から15日にかけてフォーラムが開催された。
しかし、G7は閣僚級などを出席させて首脳のほとんどは欠席し、出席したのはイタリアの首相パオロ・ジェンティローニだけとなった。イタリアはギリシャなどとともにEU加盟国では一帯一路への協力に積極的な国の一つとされ、後にジュゼッペ・コンテ政権はG7で初めて一帯一路に関する覚書を中国と締結していた。一帯一路を中国主導の巨大経済圏構想と警戒してAIIB参加を見送ってきた日米は政府代表団を派遣した。
2017年10月の中国共産党第十九回全国代表大会で、党規約に「一帯一路」が盛り込まれた。
2019年4月25日、第2回一帯一路国際協力サミットフォーラムが北京で開催され、国連事務総長らと37カ国の首脳や日本など150カ国を超える代表団が出席するも前回参加した米国は一帯一路への批判を強めたために出席を見送った。

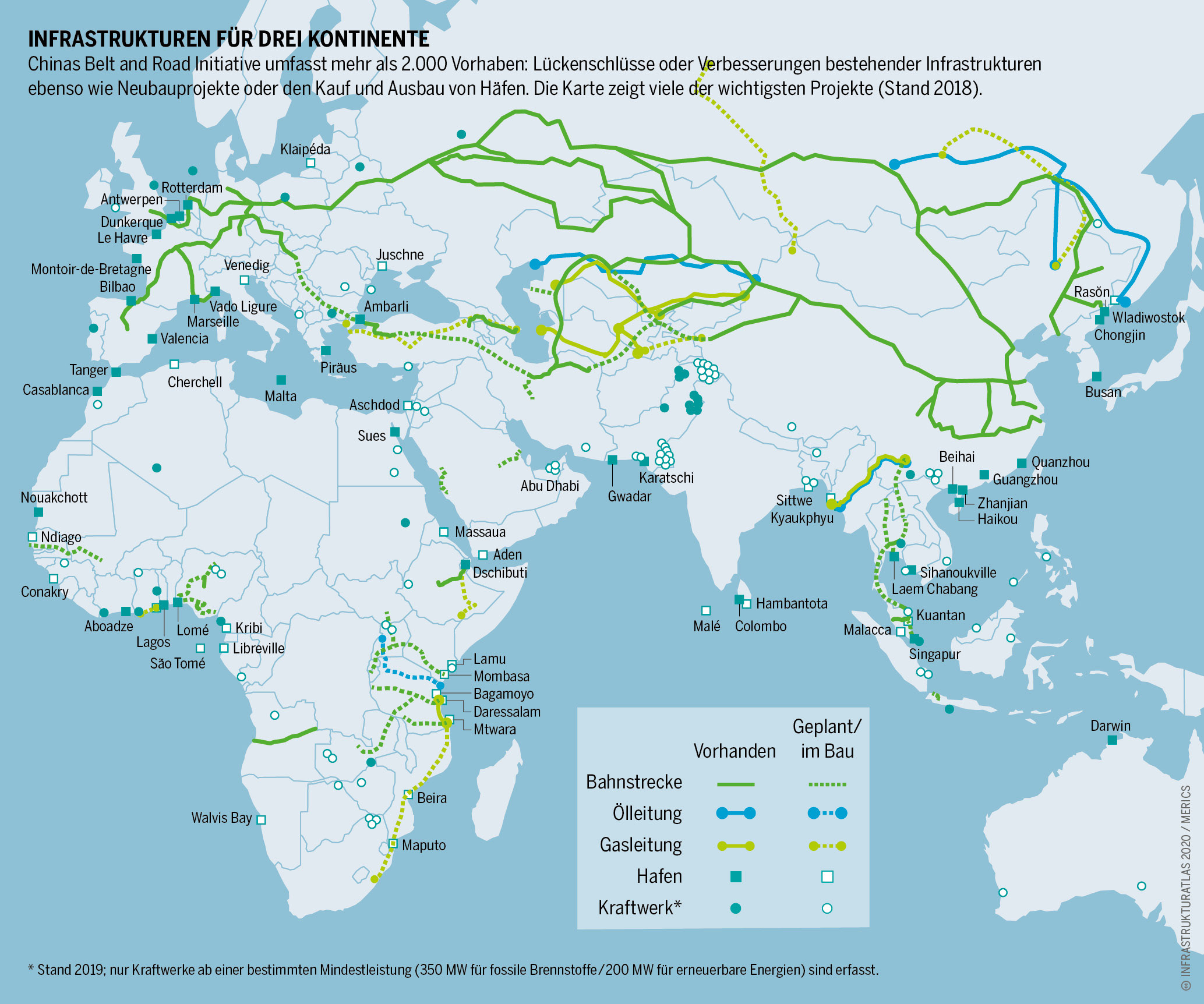
2018年の構想。

順調にインフラ投資は続けられてきたが、2010年代後半になると新興国向け融資の焦げつきが増加した。アメリカのシンクタンクによると、金利を減免した債権は2020年 - 2021年に計520億ドルと2年前（2018年 - 2019年）の3倍を超した。新規貸し出しに慎重になり、2020年の貸出額は2018年の約4割に急減した。
2023年9月9日、G7で唯一参加していたイタリアが離脱の方針であると報道された。G20サミット中にイタリアのジョルジャ・メローニ首相が中国の李強首相と会談し、この中で非公式に「一帯一路」から離脱する方針を伝えた。その後、同年12月6日にイタリア政府は文書で中国側に「一帯一路」の離脱を通知した。双方の友好関係の維持を確認した上で、両国政府の合意で公式発表は行われないことになったという。先述のコンテ政権では経済回復を狙って「一帯一路」に加入したが、貿易赤字は逆に拡大したうえに、新型コロナウイルス（COVID-19）の世界的な感染拡大の影響もあり、中国からの投資も停滞した。このことから中国の専制主義への警戒に加え、経済的な恩恵が乏しいとして、閣僚や経済界から不満の声が上がっていた。
2025年2月6日、パナマが一帯一路から離脱を表明。2月7日、中国外務部は「米国が圧力と強要を通じて一帯一路の取り組みを中傷・妨害している」と非難し「パナマが二国間関係の総合的な状況と両国民の長期的な利益に基づいて正しい決断を下し、外部の干渉を排除することを期待する」と述べた。
2025年5月12日、中華人民共和国を訪問中のコロンビアのグスタボ・ペトロ大統領は、一帯一路への参加を表明した。「中国と中南米にとって大きな一歩を踏み出すことを決意した」と述べた。中道左派政権のコロンビアと米ドナルド・トランプ政権の関係が悪化する中、ペトロ政権は中国との関係を深めることで対抗したとみられる。

## 計画

### 中欧班列

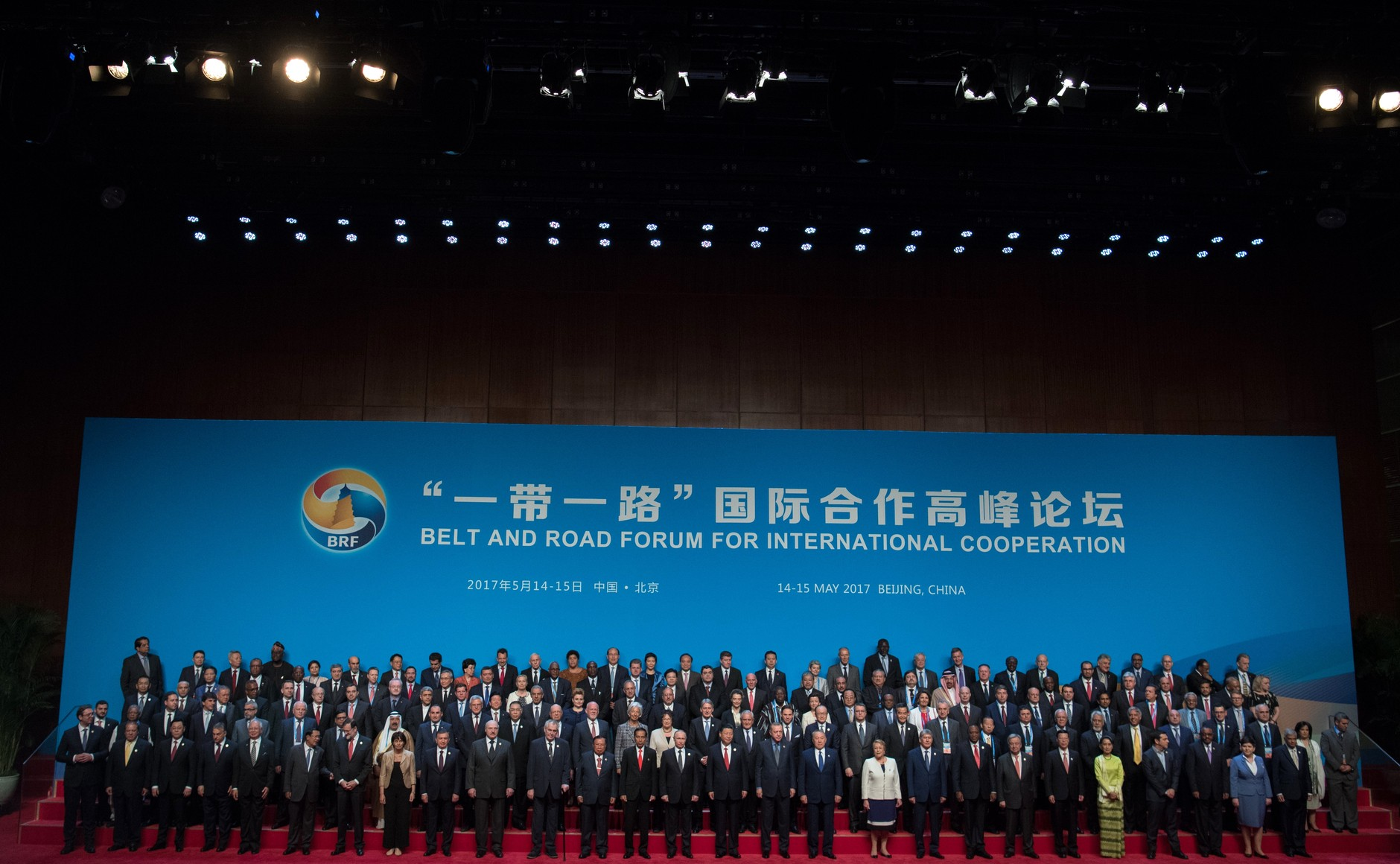
第1回一帯一路国際協力サミットフォーラム

一帯一路構想のルートである中欧班列は、渝新欧鉄道が構想以前からドイツのデュースブルクまで開通して義烏・ロンドン路線と義烏・マドリード路線は中国大陸とヨーロッパを繋ぐ世界最長の鉄道路線であり、一帯一路が提唱された2013年時点で80本に過ぎなかった中欧班列の運行本数は2018年には1万本を超えた。基本的にユーラシア・ランドブリッジ（亞歐大陸橋、英語: Eurasian Land Bridge）の浜州線や集二線を経由するトランス＝ユーラシア・ロジスティクスなどが代表的だが、厳冬期での輸送などに適してないロシアを迂回するルートとして新ユーラシア・ランドブリッジ（新亞歐大陸橋、英語: New Eurasian Land Bridge）の北疆線からアゼルバイジャン、ジョージア、トルコを通るルートも開発されており、テヘラン、マザーリシャリーフ、ハイーラターンとも結ばれている。ヒューレット・パッカードやBMWといった欧米企業、フォックスコンやエイサーのような台湾企業、伊藤忠商事や日本通運など日本企業も輸送に活用している。また、中国は一帯一路構想の一環として軌間が各国で異なる中欧班列での貨客輸送を高速化できる軌間可変式鉄道車両（フリーゲージトレイン）を開発している。

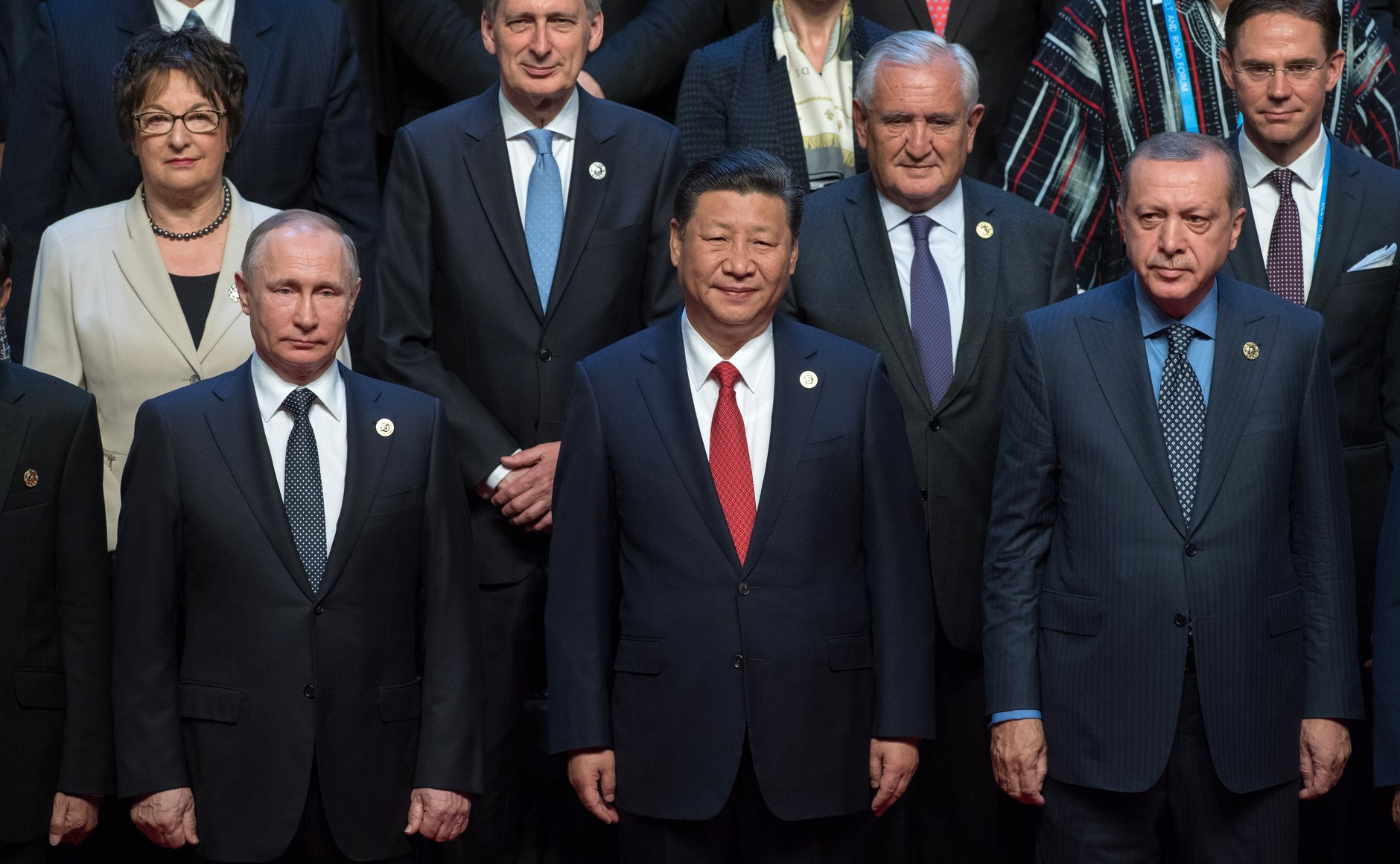
第1回一帯一路国際協力サミットフォーラムに出席した各国首脳

### 氷上シルクロード（北極海航路）
海洋では北極海航路、北米航路も第三のルートとして含まれている。ロシアのムルマンスクの埠頭を開発して、ヨーロッパ - ロシア - 日本 - 中国という（北東航路）ルートである。これはロシア連邦大統領ウラジーミル・プーチンが一帯一路と北極海航路の連結という形で提唱し、中国は「氷上シルクロード」と呼んでいる。
「北有釧路 南有新加坡」（北の釧路 南のシンガポール）として日本の北海道東部にある釧路港(国際バルク戦略港湾）をアジアの玄関口、北のシンガポール港という位置づけで強い関心があることも公表されている。中国遠洋海運集団はドイツから釧路港に穀物を輸送した他、日本の商船三井は中国企業と合弁して北極海航路でロシアのLNGを運んでいる。

### 太平洋海上シルクロード
南米大陸横断鉄道などの構想がある中南米諸国とは「太平洋海上シルクロード」の構築で合意している。

## 各国の反応

### パキスタン
パキスタン国内の一帯一路関連事業は「中国・パキスタン経済回廊」（CPEC）として推進されている。イムラン・カーン首相が2019年に発足させた、パキスタン軍が影響力を持つCPEC公社が主導してきた。公社発足の行政命令は2020年5月に失効したが、パキスタン議会が改めて公社に一帯一路関連事業の管轄権を与える法案の制定手続きを進めている。成立すれば、公社は首相府に直属して計画開発省への報告義務がなくなり、公社職員は刑事免責、非協力的な公務員への捜査権を与えられる
。

### アフガニスタン
アフガニスタンを実効支配するターリバーンの幹部マヴラヴィー・アブドゥル・サラム・ハナフィーは2021年9月2日に呉江浩外務次官補と電話会談した際に「一帯一路は引き続き積極的に支持・参画したい」と述べ、同時期にタリバンのザビフラ・ムジャヒド報道官は「中国は我々の最も重要なパートナーである」「中国の一帯一路に大きな関心がある」と表明した。
2023年の第3回一帯一路サミットにはターリバーン政権からヌールディン・アジジ商工相が派遣された。
2025年5月、ターリバーン政権と中国とパキスタンの外相の3者会談で中国・パキスタン経済回廊をアフガニスタンまで延伸することで合意した。

### ロシア
2015年5月8日、習総書記はロシアのプーチン大統領と会談し、一帯一路をユーラシア経済連合と連結させるとする共同声明を発表した。同年11月17日にプーチン大統領は、当時アメリカ合衆国が主導していた環太平洋パートナーシップ協定（TPP）を批判し、中露のユーラシア経済連結がアジア太平洋の繁栄をもたらすと発表した。
2016年6月17日のサンクトペテルブルク国際経済フォーラムでプーチン大統領が中国、パキスタン、インド、イランなど上海協力機構（SCO）参加国を中心に進めるとする「大ユーラシア・パートナーシップ」構想とその第一段階として中国と連携する方針を発表。同月25日のプーチン大統領の訪中でこの構想の共同研究が合意され、24日の中露蒙首脳会談ではモンゴルのエルベグドルジ大統領が掲げる草原の道構想と一帯一路とユーラシア経済連合の連結を謳った『中国・モンゴル・ロシア経済回廊建設計画綱要』が調印された。
2017年5月の一帯一路フォーラム開幕式でプーチン大統領は一帯一路、上海協力機構、ユーラシア経済連合などは大ユーラシア・パートナーシップの基礎となると演説した。同年6月のカザフスタンのアスタナの上海協力機構の首脳会議で、一帯一路への支持などを掲げるアスタナ宣言が採択された。
2017年11月には、アジア太平洋経済協力（APEC）に向けてプーチン大統領が発表した論文ではユーラシア経済連合と中国の貿易経済協力協定交渉の完了や大ユーラシア・パートナーシップ構想は中国の一帯一路を基礎にすることが述べられ、翌2018年5月にユーラシア経済連合は中国との貿易経済協力協定とイランとの暫定自由貿易協定を締結した。
2019年4月の第2回フォーラムでプーチン大統領は大ユーラシア・パートナーシップ構想が進行中であることを演説した。同年6月のサンクトペテルブルク国際経済フォーラムで大ユーラシア・パートナーシップ構想への支持を中国の習総書記は表明し、一帯一路と大ユーラシア・パートナーシップの構築協力を掲げた中露共同声明を発表した。

### カザフスタン
習総書記は一帯一路を最初に打ち出した場所であるカザフスタンとの関係を重視しており、カザフスタンのヌルスルタン・ナザルバエフ大統領も自らの掲げるヌルリ・ジョーリ（光明の道）構想は、シルクロード経済ベルトの一部と認めて一帯一路と連結するとしている。

### アメリカ合衆国
米国のドナルド・トランプ政権は一帯一路国際協力サミットフォーラムにマット・ポッティンガーアメリカ国家安全保障会議（NSC）アジア上級部長を団長とする代表団を派遣し、米国企業の参加準備と作業部会設置を表明しつつ透明性と民間資本の活用を主張した。
トランプ大統領顧問で元CIA長官のジェームズ・ウールジーはAIIBへの米国の不参加をオバマ政権の「戦略的失敗」と批判した。
トランプの支援者で民間軍事会社ブラックウォーターUSAのエリック・プリンスは中国政府系（中国中信集団公司）の警備・流通会社フロンティア・サービス・グループ会長としてアフリカなどで一帯一路戦略を支援している。トランプ政権後は北京のアメリカ大使館などで米中国企業を集めた会合が行われるようになった。トランプ大統領の訪中の際は、習総書記と一帯一路への協力で一致し、トランプ大統領自身も一帯一路への協力について米国はオープンであると述べている。
しかし、2018年に起きた米中貿易戦争以降のトランプ政権は一帯一路への批判を強めて第2回一帯一路国際協力サミットフォーラムへの参加を見送り、アメリカ合衆国副大統領のマイク・ペンスが一帯一路を「借金漬け外交」と批判したのに始まり、アメリカ合衆国国務長官のマイク・ポンペオも一帯一路に参加する各国を牽制し、国連安全保障理事会でも米国は一帯一路を「過剰な債務や透明性などで問題を抱えている」と非難して従来盛り込まれてきた安保理決議案からの文言削除も主張するようになった。
カリフォルニア州知事ジェリー・ブラウンなども独自に一帯一路構想への参加を表明しており、作業部会を設立している。

### 日本
日本の安倍晋三内閣総理大臣は中国の経済的・軍事的台頭に対応する集団安全保障構想として、自由、民主主義、基本的人権、法の支配、市場経済といった価値を基礎とする価値観外交を展開するなか、2006年に北欧からユーラシア大陸、北東アジアにつながる地域を「自由と繁栄の弧」として構築することを提唱した。2007年にはインド国会演説で太平洋とインド洋を一つの自由の海と述べ、また日米豪印戦略対話を成立させてきた。第2次安倍政権の2012年12月に中国の南シナ海での挑戦により太平洋とインド洋にわたる航行の自由が脅かされつつあるが、日米豪印を結ぶセキュリティダイヤモンド構想を提唱し、2013年の施政方針演説では日米豪印に加えて海洋アジア諸国との連携を深めると述べた。
2013年から2014年にかけて中国の一帯一路構想が公表されると安倍首相はさらに海洋戦略を進展させ、2016年8月にアフリカ開発会議で、インド太平洋からアフリカまでの海洋地域を、力や威圧と無縁で、法の支配（海上法執行能力の構築)・航行の自由・自由貿易を重んじる地域秩序として「自由で開かれたインド太平洋構想」を提唱した。
2017年2月の一帯一路国際協力サミットフォーラムに対して日本国政府は、今井尚哉内閣総理大臣秘書官、松村祥史経済産業副大臣、二階俊博自民党幹事長、榊原定征日本経団連会長ら約50人規模の官民代表団を出席させ、オープンかつ公正なインフラ整備を訴えたうえで、一帯一路に積極的に協力していくと表明した。またAIIBについても二階俊博幹事長は「参加をどれだけ早い段階で決断するかだ」と発言し、安倍首相はAIIBの日本参加について「公正なガバナンスが確立できるのかなどの疑問点が解消されれば前向きに考える」と述べ、一帯一路については「国際社会共通の考え方を十分に取り入れる観点から協力したい」と述べ、日中首脳会談でも習総書記に協力を表明した。中国政府は日本政府の姿勢を歓迎した。
2017年6月に安倍首相はインフラへのアクセス開放、透明かつ公正な調達方式、返済可能な債務と財政の健全性が保たれることなどの条件を付けて、一帯一路構想は環太平洋の自由で公正な経済圏に融合していくとし、インド太平洋構想と一帯一路構想の連携について述べた。同月、中国日本商会は一帯一路連絡協議会を設置し、8月の第6回日中与党交流協議会では共同提言がまとめられた。日本経団連と経済同友会はAIIBへの参加の検討を促し、同年11月の財界訪中団は一帯一路の協力を提言して中国側も歓迎した。
ドナルド・トランプ大統領は2017年11月の東アジア訪問で、一帯一路構想とともにインド太平洋構想の支持を表明した。
2017年12月には安倍首相はインド太平洋構想と一帯一路の連携を推進する意向を述べ、軍事利用されかねない港湾開発は対象外に指定しつつ、民間経済協力指針を策定した。
2018年1月22日の施政方針演説でも安倍首相は、アジアのインフラ整備で中国との協力を表明して、中国政府から歓迎された、同年5月9日の李克強首相との会談で、一帯一路に関する第三国での官民協議体の設置で合意した。翌6月に第三国での日中インフラ整備協力をインフラシステム輸出戦略に盛り込み、同年9月25日に北京で官民合同委員会の初会合を開催した。10月の日本の総理としては7年ぶりの公式訪中で安倍首相は、第三国でのインフラ共同投資のための協力文書を交わし、習総書記は「一帯一路を共に建設することは、中日協力の新たなプラットフォーム」と述べた。
沖縄県知事の玉城デニーは一帯一路における「日本の出入り口」として沖縄を活用することを提唱して中国から賛同を得ている。
奄美大島の大型クルーズ客船寄港地計画にも、一帯一路の後押しがあるとされる。
北海道釧路市の釧路港は「北有釧路 南有新加坡」(北の釧路 南のシンガポール)として対北アメリカ・対ヨーロッパ（北極海航路）「氷上のシルクロード」でのアジアの窓として、中国の企業団から注目されている。 ニューオーリンズ港、スワード港が姉妹港である。
2021年12月、大阪港湾局が中国の武漢市と湾港提携を結んだがその際の説明会のプログラムに「一帯一路」の記載があり、中国メディアが「一帯一路」への参加を想起させる表現で報じた事がSNS上で物議を醸した。その後大阪府議会において西野修平府議（自民）より「中国側の戦略に利用されており、港湾管理のガバナンスを改めるべきだ」と提起されるが、吉村洋文知事は「政治的な意図はない」と主張。その上で「仮に経済安全保障や外交に影響するような国外港湾との提携の話があれば、国に見解を確認し、内容を踏まえて対応については、私自身も関与していく」と述べ、協力関係を維持する考えを示した。

### 北朝鮮
北朝鮮はAIIBへの参加申請を拒否されるなど核実験をめぐり中国と関係冷却化が伝えられてきたが、2017年の一帯一路フォーラムに対して金英才対外経済相が出席した。中国がこの会議に国際社会から経済制裁を受けている北朝鮮を招いたことに対し、アメリカ合衆国政府は北京のアメリカ大使館を通じて強い懸念を表明した。北朝鮮は5月14日、一帯一路国際協力サミットフォーラム開幕に合わせて弾道ミサイルを発射し、日本の安倍首相はこれを強く批判。出席した二階幹事長も安倍首相と電話で対応を協議してサミットで抗議文を読み上げた。

### 韓国
韓国は弾道ミサイル迎撃用THAADミサイル配備をめぐって中国との対立が深まり、首脳・閣僚級へのフォーラム招待状すら送られず、対外経済政策研究院院長らのみがフォーラムの分科会議に参加する見込みだった。しかし、2017年大韓民国大統領選挙でTHAADに批判的な文在寅政権が誕生すると、直前になって中国から招待状がおくられたため、代表団派遣を決定した。文在寅政権では初となる韓国と北朝鮮の要人接触も一帯一路国際協力サミットフォーラムで行われた。

### インド
上海協力機構とAIIBの加盟国でもあるインドは2017年5月13日、一帯一路の一部である中国・パキスタン経済回廊が係争地のギルギット・バルティスタン州（インドの主張によればインド領カシミールのパキスタン占領地）を通るとして「主権と領土保全における核心的な懸念を無視した事業計画を受け入れる国は1つもない」と批判する外務省声明を発表し、一帯一路国際協力サミットフォーラムからのナレンドラ・モディ首相らへの招待を拒否して世界で唯一、公式にフォーラムをボイコットした国となった。また、「支えきれない債務負担を地域に作り出す事業は行わないようにするという財務上の責任の原則に従うべきだ」とも述べ、中国がスリランカを借金漬けにしていることなどを念頭に牽制している。ロシアは友好国のインドに対して「個別に問題があっても政治的解決を他の全ての分野に結び付けてはならない。一帯一路からメリットを得る道を探せるだけの非常に賢明な政治家や外交官がインドにいると信じる」と協力を求めた。2018年6月の中国・青島での上海協力機構の首脳会議でもインドのみ一帯一路に不支持を表明した。

## 批判
中華人民共和国から融資を受けても、財政の健全性や透明性といったガバナンスとコンプライアンスが無いために、莫大な債務を発展途上国が負わされて、土地を代わりに取り上げられているとして、主に西側諸国やインドが「借金漬け外交」だと批判している。一方、一帯一路参加国や経済学者、専門家、シンクタンクはこの指摘を否定している。
パキスタンでは、コロナ禍による景気低迷に加え、2022年の洪水による甚大な被害、世界的な物価高と通貨ルピー安が重なったことによる急速なインフレなど経済に深刻な悪影響が出るなか、2023年には外貨準備不足を理由に対外債務のデフォルトに陥ることが懸念された。これに関し、パキスタンの対外債務で約3割を占める中国に対し、懸念の声もあがっている。
スリランカでは、建設費のほとんどを中国からの融資を受け完成させたハンバントタ港は赤字が続いた。この港について、国際債務返済に向け外貨を獲得するためコンセッション方式を導入し、2017年12月に、株式の70％を11億2,000万ドルで中国招商局港口控股有限公司に99年間リースした。これについて、借金帳消しの引き換えと報じるメディアもあるが、そのような事実はない。さらに、このリース化で得られた資金は中国への返済には充てられず、債務としての問題もソブリン債が喫緊の課題であった。また、インドなどが獲得した港の軍事目的での利用への懸念を示したが、スリランカ政府は軍事利用の否定を明言している。
キルギスの場合、一帯一路のために国債の国内総生産（GDP）の割合が62％から78％に、さらに中国人民解放軍がジブチ保障基地を置くジブチは82％で91％に急騰と推定した。これらの問題の背景として、建設中のインフラは完成した後に中国に返済義務化されているが、事業採算性を判断する能力やノウハウが不足している途上国は、負債が積み重なっている事がある。
韓国紙『国民日報』によると、中国の利益優先主義が背後にあることによって、中国の銀行から事業へ融資契約をしなければならないため透明性がなく、施工まで中国企業が行うために、中国にますます借金を負う仕組みになっている。中国国営の『環球時報』に名指しで批判されたインドの戦略研究家ブレーマ・チェラニーは、スリランカが中国に背負わされた負担を過小にしていること、日本によるプロジェクトの金利は0.5％なのに対して一帯一路など中国人によるものは6.3％もするスリランカの例を上げて、一帯一路は「借金漬け外交」と指摘している。
朝鮮日報は一帯一路は中国が主張する「共存共栄の21世紀のシルクロード」ではなく、中国に対する反対世論を世界に拡散する「反中の道」となりつつあると、パキスタン、カザフスタン、キルギスタン、ミャンマーなど行く先々で現地住民の強い反対世論と反中世論の拡大に直面していることから指摘している。2023年時点でカザフスタン、キルギスタン、ミャンマー、パキスタンなど建設先現地民の強い反対世論に直面しており、さらに主要7か国（G7）の中で唯一参加していたイタリアが離脱するなど、経済政策として行き詰まり始めていると朝鮮日報は論評している。